# هواگرد رهگیر

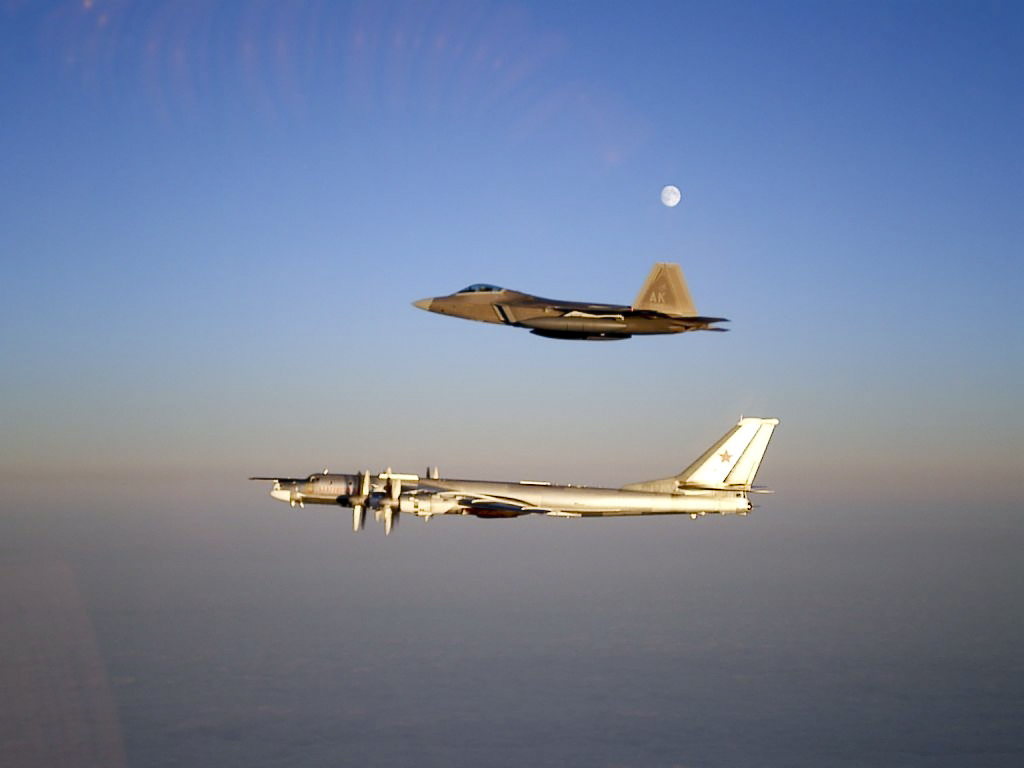
جنگنده برتر هوایی اف-۲۲ رپتور در حال رهگیری یک Tu-95 روسی در نزدیکی آلاسکا

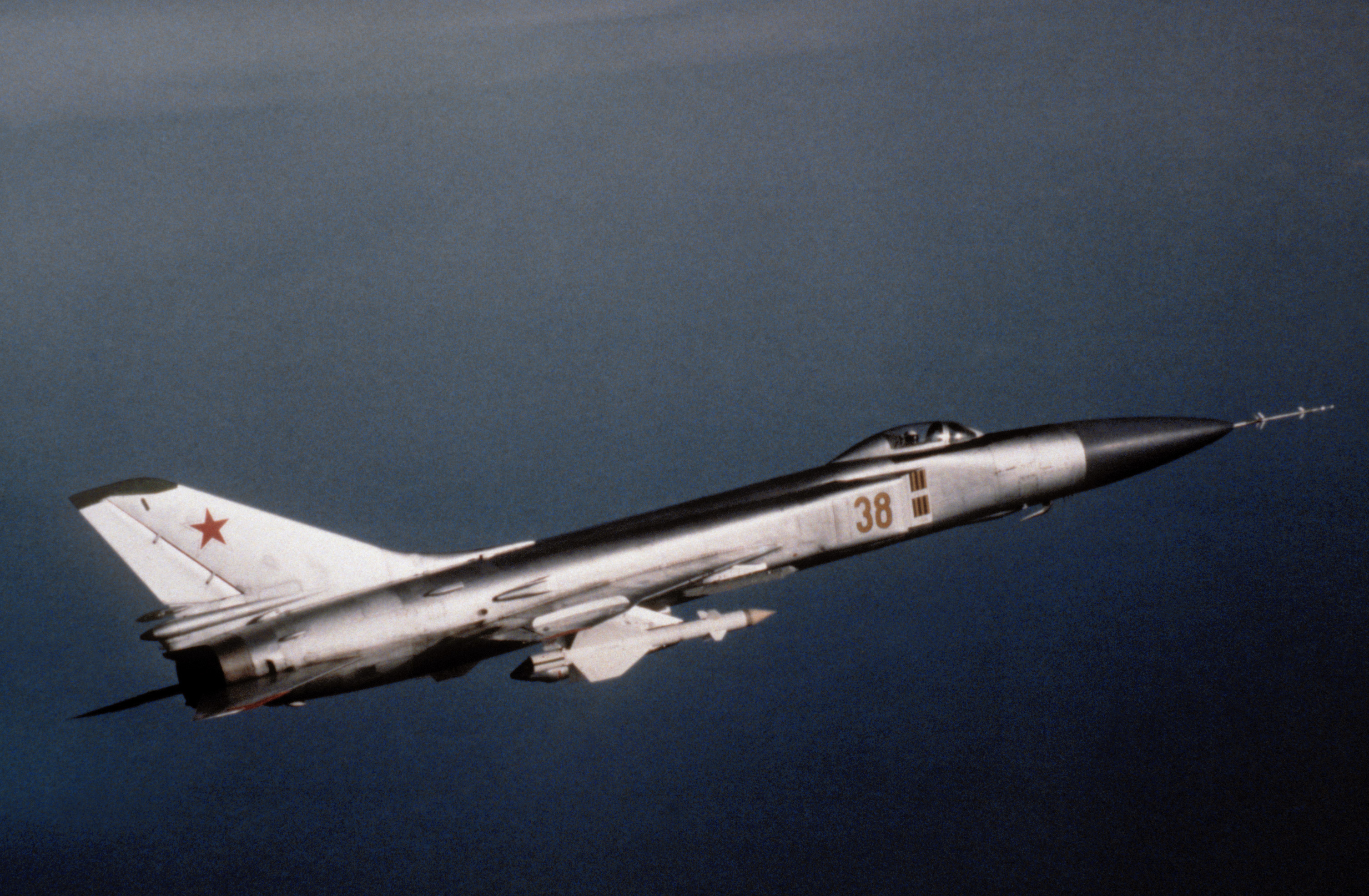
سوخو-۱۵، یکی از رهگیران اصلی پدافند هوایی شوروی در دهه ۱۹۷۰ و ۸۰

هواپیمای رهگیر جنگنده‌ای است که به طور خاص برای جلوگیری از مأموریت هواپیماهای دشمن، به ویژه بمب افکن‌ها و هواپیماهای شناسایی طراحی شده است. رهگیرها معمولاً به منظور انجام هر چه سریعتر مأموریت و آمادگی برای مأموریت بعدی به سرعت بالا و جنگ‌افزارهای قدرتمند خود متکی هستند.